# Shepsetipet
Shepsetipet ou Shepsetipout est la fille d'un roi égyptien de la fin de la IIe dynastie. Elle est connue par sa tombe à Saqqarah et sa stèle funéraire.

## Attestation
Shepsetipet est attestée par plusieurs jarres en terre étiquetées à l'encre noire et par sa stèle funéraire. Tous ces objets ont été trouvés dans sa tombe mastaba à Saqqarah.
Sa stèle de calcaire poli a été trouvée par Walter Bryan Emery à l'entrée du mastaba S-3477 en 1902. Shepsetipet est représentée comme une femme assise, elle porte une chevelure finement bouclée se terminant par de longues et délicates dreadlocks. Elle est vêtue d'une robe serrée qui se noue au-dessus de son épaule gauche, le nœud étant constitué d'une lanière en forme de nœud de Tijt. Elle porte également un délicat collier de perles. Shepsetipet regarde vers la droite et tend la main vers une sorte de pain ou de gâteau sur une table d'offrandes. La moitié droite de la stèle est décorée de la disposition habituelle des offrandes de nourriture. L'endroit où le nom de Shepsetipet a été gravé présente des traces de remaniements, ce qui indique que la stèle a peut-être été créée pour une autre personne.

## Titres
En tant que princesse, Shepsetipet porte plusieurs titres d'élite :
- « Fille du roi » (sȝ.t-nsw),
- « Sœur du maire » (ḫbd-ḥȝt(y)-ˁ).

## Identité
La disposition artistique et les proportions corporelles représentées sur sa stèle sont courantes à la fin de la IIe dynastie. En effet, à cette époque, les stèles représentant le défunt assis devant une table d'offrandes sont devenues très populaires et étaient exposées dans des niches spéciales à l'intérieur de la chambre funéraire. En conséquence, il a proposé qu'elle soit la fille de l'un des derniers rois de la dynastie, comme Péribsen ou Khâsekhemouy.

## Sépulture
La tombe de Shepsetipet était - avec une certaine certitude - le mastaba S-3477 à Saqqarah. La tombe est très endommagée et la plus grande partie de l'intérieur s'est effondrée. On pense que la chambre funéraire est le lieu d'exposition original de la stèle, comme c'était le cas pour la IIe dynastie. Les restes d'une femme d'une soixantaine d'années ont également été découverts à l'intérieur de la tombe. Elle souffrait apparemment d'une grave déformation de la mâchoire,.